# Maja Alm
Maja Alm, född 10 juli 1988 i Rødekro, är en dansk orienterare som tog silver på sprintdistansen vid VM 2012 samt silver i sprintstafett och stafett vid VM 2014. Hon har tidigare även tagit medalj vid både EM och junior-VM.